# American Express - TED Open 2011
L'American Express - TED Open 2011 è stato un torneo professionistico di tennis che si è disputato su campi in cemento. È stata la 24ª edizione del torneo che appartiene alla categoria ATP Challenger Tour nell'ambito dell'ATP Challenger Tour 2011. Gli incontri si sono svolti a Istanbul in Turchia dal 12 al 18 settembre 2011.

## Partecipanti

### Teste di serie
| Nazionalità | Giocatore              | Ranking* | Testa di serie |
| ----------- | ---------------------- | -------- | -------------- |
| Germania    | Philipp Kohlschreiber  | 47       | 1              |
| Kazakistan  | Michail Kukuškin       | 61       | 2              |
| Germania    | Matthias Bachinger     | 86       | 3              |
| Germania    | Tobias Kamke           | 92       | 4              |
| Uzbekistan  | Denis Istomin          | 95       | 5              |
| Turchia     | Marsel İlhan           | 101      | 6              |
| Francia     | Édouard Roger-Vasselin | 110      | 7              |
| Russia      | Tejmuraz Gabašvili     | 128      | 8              |

* Ranking al 29 agosto 2011.

### Altri partecipanti
Giocatori che hanno ricevuto una wild card:
- Haluk Akkoyun
- Filip Horanský
- Philipp Kohlschreiber
- Efe Yurtacan

Giocatori che sono entrati nel tabellone principale come alternate:
- Evgenij Kirillov

Giocatori che sono passati dalle qualificazioni:
- Teodor-Dacian Crăciun
- Dimitar Kutrovsky
- James McGee
- Simon Stadler

## Campioni

### Singolare
Denis Istomin ha battuto in finale  Philipp Kohlschreiber, 7–6(6), 6–4.

### Doppio
Carsten Ball /  Andre Begemann hanno battuto in finale  Grégoire Burquier /  Yannick Mertens, 6–2, 6–4.